# Bet365 Stadium
Bet365 Stadium é o estádio do Stoke City, time da segunda divisão inglesa e se localiza na cidade de Stoke-on-Trent no condado inglês de Staffordshire, Inglaterra, com capacidade para 30.089 pessoas, já sediou jogo da seleção inglesa sub-21 contra Portugal.

## Construção
No total, o Bet365 Stadium custou 14.7 milhões de euros para construção no antigo lugar de Hem Heath colliery. A construção começou no final do Outono de 1996 e foi concluída em agosto de 1997. O estádio tem capacidade de 28.383 torcedores (embora este tenha sido reduzido para 27.500 para a temporada 2008/2009, devido à segregação), em quatro arquibancadas. A arquibancada Oeste principal consiste de duas camadas de assentos que abrigam 7.357 espectadores, além de instalações empresariais e da mídia. O L-shaped Boothen e a leste tem capacidade de manter 6.006 e 8.789 pessoas, respectivamente. A arquicancada Sul, que é utilizado principalmente para apoio de distância pode acomodar 4.996 pessoas.  Devido à capacidade de estar por volta de 30.089, não é elegível para ser um estádio UEFA 4 star stadium 4 estrelas. Com exceção da capacidade, o Estádio tem todas as especificações para ser um estádio UEFA  4 estrelas. Os vestiários, escritórios, sala de reuniões e superloja do clube estão posicionados entre a arquibancada Oeste e o Sul fica.
Recentemente em 2006, trabalhos foram feitos na A50 para permitir direto acesso ao estádio da direção leste, envolvendo a construção de uma ponte sobre a estrada. Este estava fechado para a rua lateral junção com a A500.